# Hotepibré
Hotepibré Quemau Siarnejeritefe ou Seetepibré I (em egípcio: Hotep ib Ra Qemau Siharnedjheritef; lit. "Filho de Ré") foi o sexto faraó da XIII dinastia egípcia durante o Segundo Período Intermediário, tendo governado de 1 791 até 1 788 a.C.. Acredita-se que seja filho de seu antecessor Ameni Quemau. O egiptólogo Kim Ryholt afirma que ele foi sucedido por Iufeni, que poderia ser seu irmão ou tio. Depois do reinado deste, o trono foi para o neto de Amenemés V chamado Amenemés VI. Alguns hieróglifos incrustados em folha de ouro formam o nome de Hotepibré (provavelmente este rei). Possivelmente deve ser um objeto importado do Egito, talvez um presente do faraó ao governante de Ebla. A vestimenta do cadáver tinha botões e folhas de ouro costurados nela.